# Zasiok
Zasiok je naselje u općini Hrvace, u Splitsko-dalmatinskoj županiji.

## Zemljopis
Naselje se nalazi u blizini Perućkog jezera.

## Stanovništvo
U 1869. i 1921. podaci su sadržani u naselju Vučipolju. Do 1931. iskazivano kao dio naselja.
| broj stanovnika | 189   |       | 269   | 276   | 313   | 446   |       | 412   | 289   | 307   | 176   | 146   | 110   | 76    | 44    | 38    | 24    |
|                 | 1857. | 1869. | 1880. | 1890. | 1900. | 1910. | 1921. | 1931. | 1948. | 1953. | 1961. | 1971. | 1981. | 1991. | 2001. | 2011. | 2021. |

## Poznate osobe
- Mile Krajina, poznati hrvatski guslar

## Povijest
U NOB-u tijekom Drugog svjetskog rata sudjelovalo je 36 stanovnika.